# Mikhail Studenetsky
Mikhail Vladimirovich Studenetsky (cirílico: Михаил Владимирович Студенецкий) (Moscovo, 6 de março de 1934 – 1 de março de 2021) foi um basquetebolista russo que integrou a Seleção Soviética, com a qual conquistou a medalha de prata disputada nos Jogos Olímpicos de Verão de 1956 realizados em Melbourne, Austrália. Ainda com a equipe nacional, venceu dois vezes o Campeonato Europeu em 1957 e 1959.
Morreu em 1 de março de 2021.